# Damion Baugh
Damion Baugh (Nashville, Tennessee, 3 de agosto de 2000) es un baloncestista estadounidense que se encuentra sin equipo. Con 1,93 metros de estatura, juega en la posición de escolta.

## Trayectoria deportiva

### Universidad
Jugó dos temporadas con los Tigers de la Universidad de Memphis, en las que promedió 3,8 puntos, 3,2 rebotes y 2,4 asistencias por partido. Al término de su segunda temporada fue transferido a los Horned Frogs de la Universidad Cristiana de Texas. En su tercer año, promedió 10,6 puntos, 4,5 rebotes y 4,5 asistencias por partido. Después de la temporada, firmó con un agente certificado de la NBA y tuvo que cumplir una suspensión de seis partidos. Ya en su temporada sénior promedió 12,6 puntos, 4,7 rebotes y 5,8 asistencias por partido, ayudando a TCU a alcanzar la segunda ronda del Torneo de la NCAA. Fue incluido en el segundo mejor quinteto de la Big 12 Conference.

### Profesional
Después de no ser seleccionado en el draft de la NBA de 2023, el 7 de septiembre firmó contrato con Los Angeles Lakers. Sin embargo, fue despedido el 16 de octubre, y doce días después se unió a su filial en la G League, los South Bay Lakers. Allí jugó una temporada en la que promedió 13,8 puntos, 5,0 rebotes, 2,7 asistencias y 2,0 robos de balón por partido.
El 2 de octubre de 2024 firmó con los New York Knicks, pero fue despedido una semana más tarde. El 28 de octubre, se unió a los Westchester Knicks. Jugó una temporada en la que promedió 12,6 puntos, 9,6 asistencias y 6,2 rebotes por partido.
El 12 de febrero de 2025 firmó un contrato dual con los Charlotte Hornets. Debutó esa misma noche ante los Orlando Magic, consiguiendo 16 puntos, 5 rebotes y 3 asistencias en 27 minutos de juego saliendo desde el banquillo.
A finales de julio de 2025 es cortado por los Hornets.

## Estadísticas de su carrera en la NBA

### Temporada regular
| Año     | Equipo    | PJ | PT | MPP  | %TC  | %3P  | %TL  | RPP | APP | ROB | TPP | PPP |
| ------- | --------- | -- | -- | ---- | ---- | ---- | ---- | --- | --- | --- | --- | --- |
| 2024-25 | Charlotte | 15 | 2  | 24.7 | .323 | .214 | .867 | 3.3 | 3.7 | 1.0 | .1  | 7.3 |
| Total   | Total     | 15 | 2  | 24.7 | .323 | .214 | .867 | 3.3 | 3.7 | 1.0 | .1  | 7.3 |